# Nemesvámosi Szár-hegy
Nemesvámosi Szár-hegy este o arie protejată (arie specială de conservare — SAC, sit de importanță comunitară — SCI) din Ungaria întinsă pe o suprafață de 58,14 ha, integral pe uscat.

## Localizare
Centrul sitului Nemesvámosi Szár-hegy este situat la coordonatele 47°03′19″N 17°49′19″E / 47.055278°N 17.821944°E.

## Înființare
Situl Nemesvámosi Szár-hegy a fost declarat sit de importanță comunitară în mai 2004 pentru a proteja 2 specii de plante și 2 specii de animale. Situl a fost protejat și ca arie specială de conservare în februarie 2010.

## Biodiversitate
Situată în ecoregiunea panonică, aria protejată conține 4 habitate naturale: Pajiști panonice carstice (Stipo-Festucetalia pallentis), Pajiști uscate seminaturale și facies de acoperire cu tufișuri pe substraturi calcaroase (Festuco-Brometalia) (* situri importante pentru orhidee), Pajiști stepice subpanonice, Păduri panonice cu Quercus pubescens.
La baza desemnării sitului se află mai multe specii protejate:
- plante (2): Iris humilis subsp. arenaria, Seseli leucospermum
- nevertebrate (2): Isophya costata, Lignyoptera fumidaria

Pe lângă speciile protejate, pe teritoriul sitului au mai fost identificate 1 specie de plante.